# Tischkantenprobe
Die Tischkantenprobe (engl. Placing Reaction) ist ein neurologischer Test in der Tiermedizin, der bei kleineren Tieren, vor allem Hunden und Katzen, angewendet wird. Er gehört zu den sogenannten Haltungs- und Stellungsreaktionen.

## Durchführung
Dafür umgreift der Tierarzt das Tier mit einem Arm am Brustkorb, während die freie Hand die Augen des Tieres zuhält (auch die Verwendung einer Augenbinde ist bei schwereren Tieren möglich). Nun wird das Tier langsam mit den Vorderpfoten gegen ein Hindernis (zumeist eine Tischkante) geführt. Mit Berührung der Vorderfußrücken werden im normalen Zustand die Pfoten durch das Tier sofort auf die Tischplatte aufgesetzt. Der Test wird anschließend ohne Augenzuhalten geprüft, hier werden die Pfoten normalerweise bereits vor der Berührung der Tischkante aufgesetzt.

## Einbezogene neuronale Strukturen
Mit dieser Prüfung wird eine recht komplexe Reflexkette untersucht. Sie beginnt mit den Mechanorezeptoren der Haut (Taktile Wahrnehmung, sogenannte epikritische Sensibilität). Deren Impulse werden über den Hinterstrang des Rückenmarks (Fasciculus cuneatus (BURDACH), ein Teil des Lemniskalen Systems) über den Hirnstamm zur sensorischen Großhirnrinde (Cortex) im Parietallappen geleitet. 
Über eine Verschaltung zur motorischen Cortex im Frontallappen wird die Antwortreaktion ausgelöst. Sie verläuft von dort über die motorischen Bahnen des oberen Motoneurons (genauer über das pyramidale System) zu den motorischen Wurzelzellen im Rückenmark (unteres Motoneuron), welche dann die entsprechenden Muskeln aktivieren. Bei der Prüfung mit offenen Augen werden zusätzlich die Sehbahn und die Verbindungen zwischen visuellem und motorischen Cortex getestet.

## Auswertung
Ist die Prüfung mit verschlossenen Augen positiv, mit offenen Augen negativ, so liegt die Schädigung sicher nicht im efferenten (ausführenden) Schenkel, sondern im visuellen System. 
Im umgekehrten Fall sind offensichtlich die sensible Afferenz, also die Nervenbahnen zum Gehirn, oder der Parietallappen selbst betroffen.
Ist die Reaktion sowohl mit offenen als auch geschlossenen Augen gestört, liegt die Schädigung mit hoher Wahrscheinlichkeit im motorischen System, da eine gleichzeitige Schädigung von sensiblem und visuellem Cortex sehr selten ist. Bei Schädigungen des Vorderhirns (motorischer Cortex) ist die Reaktion auf der entgegengesetzten (kontralateralen) Körperseite gestört, da die Pyramidenbahn am verlängerten Mark kreuzt. Einseitige Schädigungen der Rückenmarksbahnen, also hinter der Pyramidenkreuzung, führen zu einem Ausfall auf der gleichen Seite (ipsilateral).